# Yūki Yamaguchi
Yūki Yamaguchi (jap. 山口有希 Yamaguchi Yūki; ur. 22 lutego 1984 w Maizuru) – japoński lekkoatleta, sprinter.

## Osiągnięcia
- brązowy medal mistrzostw świata juniorów (sztafeta 4 x 400 metrów, Kingston 2002)[1]
- dwa złote medale mistrzostw Azji juniorów (Bangkok 2002 – bieg na 400 m & sztafeta 4 x 400 m)[2]
- brąz mistrzostw Azji (bieg na 400 m, Manila 2003)
- 4. miejsce podczas igrzysk olimpijskich (sztafeta 4 x 400 m, Ateny 2004)
- 2 medale Uniwersjady (Izmir 2005, brąz na 400 metrów oraz srebro w sztafecie 4 x 400 metrów)
- złoto mistrzostw Azji (sztafeta 4 x 400 m, Inczon 2005)[3]
- złoty medalista japońskich igrzysk narodowych[4]

## Rekordy życiowe
- bieg na 300 metrów – 33,08 (2006)
- bieg na 400 metrów – 45,18 (2003)